# Джо Бейкер
Джо Бейкер (англ. Joe Baker; 17 липня 1940, Вултен, Ліверпуль, Англія —  6 жовтня 2003, Вішоу, Шотландія) — англійський футболіст, що грав на позиції нападника. По завершенні ігрової кар'єри — тренер.
Виступав, зокрема, за клуби «Гіберніан», «Арсенал» та «Ноттінгем Форест», а також національну збірну Англії.

## Клубна кар'єра
У дорослому футболі дебютував 1957 року виступами за команду клубу «Гіберніан», в якій провів чотири сезони, взявши участь у 117 матчах чемпіонату.  Більшість часу, проведеного у складі «Гіберніана», був основним гравцем атакувальної ланки команди. У складі «Гіберніана» був одним з головних бомбардирів команди, маючи середню результативність на рівні 0,87 голу за гру першості. В сезонах 1958/59 і 1959/60 ставав найкращим бомбардиром чемпіонату Шотландії, причому в другому з них забив 42 м'ячі у 33 матчах чемпіонату, ставши найкращим бомбардиром сезону в європейському клубному футболі взагалі.
Протягом 1961—1962 років захищав кольори команди клубу «Торіно».
Своєю грою за останню команду привернув увагу представників тренерського штабу клубу «Арсенал», до складу якого приєднався 1962 року. Відіграв за «канонірів» наступні чотири сезони своєї ігрової кар'єри. Граючи у складі лондонського «Арсенала» також здебільшого виходив на поле в основному складі команди. У новому клубі був серед найкращих голеодорів, відзначаючись забитим голом в середньому щонайменше у кожній третій грі чемпіонату.
1966 року уклав контракт з клубом «Ноттінгем Форест», у складі якого провів наступні три роки своєї кар'єри гравця. Тренерським штабом нового клубу також розглядався як гравець «основи». І в цій команді продовжував регулярно забивати, в середньому 0,35 рази за кожен матч чемпіонату.
Згодом з 1969 по 1972 рік грав у складі команд клубів «Сандерленд» та «Гіберніан».
Завершив професійну ігрову кар'єру у клубі «Рейт Роверс», за команду якого виступав протягом 1972—1974 років.

## Виступи за збірну
1959 року дебютував в офіційних матчах у складі національної збірної Англії. Протягом кар'єри у національній команді, яка тривала вісім років, провів у формі головної команди країни вісім матчів, забивши три голи.

## Кар'єра тренера
Розпочав тренерську кар'єру, повернувшись до футболу після невеликої перерви, 1981 року, очоливши на один сезон тренерський штаб клубу «Альбіон Роверс».
Останнім місцем тренерської роботи був той же «Альбіон Роверс», головним тренером команди якого Джо Бейкер був удруге з 1984 по 1985 рік.